# Greg Smith (músico)
Gregory Smith (Valley Stream, Nueva York, 21 de mayo de 1963) es un bajista estadounidense, reconocido por su colaboración con bandas y artistas como Billy Joel, Wendy O. Williams, Alice Cooper, Rainbow, Blue Öyster Cult, Dokken, Vinnie Moore, Joe Lynn Turner, Ted Nugent, Tommy James & the Shondells, Alan Parsons, The Turtles, Felix Cavaliere, Chuck Negron, Joey Molland, Denny Laine, Glenn Frey, The Wizards of Winter y Mitch Ryder.
Smith aparece en la película Wayne's World como miembro de la banda de Alice Cooper, tocando la canción "Feed My Frankenstein". Fue el bajista original en el musical de Billy Joel y Twyla Tharp Movin' Out presentado en Broadway de junio de 2002 a diciembre de 2005.